# Курис, Иван Онуфриевич
Иван Онуфриевич Курис (ок. 1764, Новороссийская губерния — 1836, Херсонская губерния) — русский государственный и военный деятель; участник русско-турецких войн, сподвижник А. В. Суворова, впоследствии действительный статский советник, новгородский вице-губернатор, оренбургский гражданский губернатор, волынский губернатор. Старший брат генерал-лейтенанта М. О. Куриса.
Известен тем, что обустроил вблизи Тилигульского лимана родовую усадьбу «Покровское».

## Военная служба
Родился в селе Хандалеевка Полтавского полка Левобережной Украины (Новороссийская губерния). Сын казачьего сотника из малороссийского рода Курисов. Начал службу рядовым в 1773 году в Днепровском пехотном полку. Последовательно повышаемый по службе, Курис был капралом, квартирмейстером и в 1777 году произведён в вахмистры.
В 1780 году был переведён в штат Новороссийской губернии, с 1784 года снова определился на военную службу в Малороссийский Полтавский полк, из которого через 2 года был переведён в Таврический гренадерский полк капитаном.
В рядах этого полка Курис участвовал во 2-й турецкой войне 1789—1791 годов. В 1787 году за отличие при обороне Кинбурна был произведён в секунд-майоры. В 1788 году он находился при осаде Очакова и затем был переведён в Санкт-Петербургский карабинерный полк.
В следующем году Курис, начальствуя двумя казачьими полками, находился в делах против турок в Молдавии и за отличие был награждён орденом Св. Владимира 4-й степени с бантом (01.04.1790). В сражении при Фокшанах находился при Черниговском пехотном полку и за успешное отражение атаки турецкой конницы был произведён в премьер-майоры, при этом Курис получил тяжёлую контузию в правую руку. Наконец, Курис состоял для особых поручений при Суворове во время штурма Измаила. По мнению некоторых авторов, Курис был негласным руководителем разведывательной работы в штабе Суворова.
Когда по случаю Ясского мира с Турцией императрица Екатерина II предоставила Суворову право наградить орденом Св. Георгия 3-й степени «храбрейшего и достойнейшего из его подчиненных», Суворов выбрал Куриса; 2 сентября 1793 года Курис был награждён этим орденом (№ 102 по кавалерским спискам). В рескрипте было сказано:
За отличную храбрость, мужественные подвиги, неутомимость и расторопность, оказанные им в 789 году июля 20-го при Фокшанах, сентября 11-го при разбитии верховного визиря, а 790 года декабря 11-го при взятии города и крепости Измаила.
Во время войны с Польшей в 1794 году, Курис был правителем канцелярии Суворова. В 1795 году он получил от прусского короля Фридриха Вильгельма II орден «Pour le mérite». В 1797 году был пожалован полковником в Херсонский кирасирский полк.

## Гражданская служба

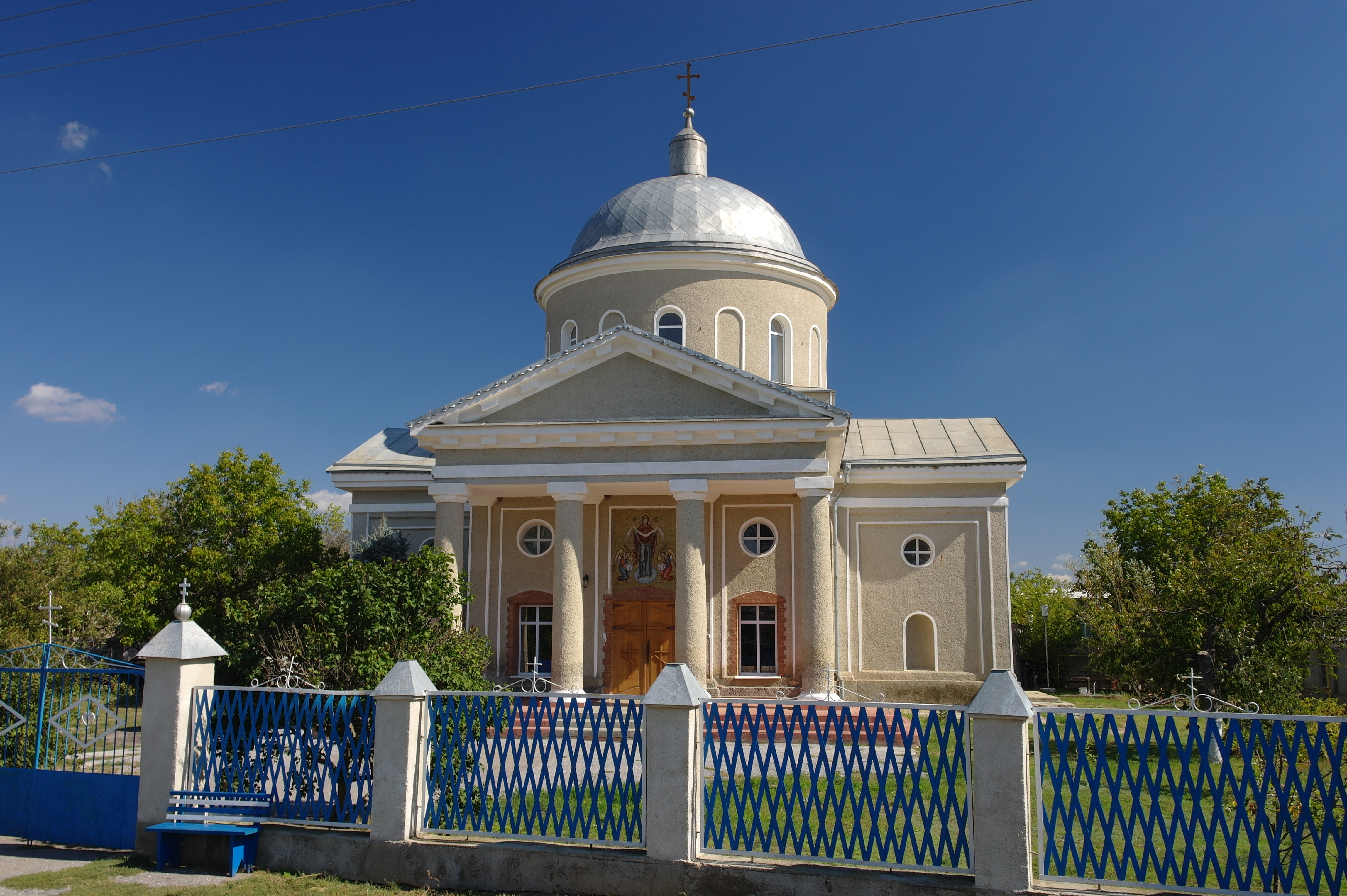
Покровская церковь в усадьбе Ивана Куриса

В 1797 году Курис был переведён в гражданскую службу с чином действительного статского советника, сначала вице-губернатором в Новгород, а потом — гражданским губернатором в Оренбург (с 1799 г. по 27 июня 1800 г.). В 1800 году был назначен на должность волынского губернатора, — «для исправления беспорядков».
В 1802 году Курис уволился от службы и поселился под Одессой вблизи Тилигуло-Березанского лимана в селе, названном Курисово-Покровское. Курис вёл обширную переписку с поэтом Г.Р. Державиным и графом Д. И. Хвостовым, которая служит ценным материалом для биографии Суворова.
В Одессе бывшему губернатору принадлежал дом, построенный на том месте, где позднее расположилась гостиница "Hotel du Nord" в Театральном переулке (ныне пер. Чайковского, 12) и обширный хутор, приобретённый им у Фомы Кобле.
Умер от апоплексического удара 18 (30) апреля 1836 года и был похоронен в своей усадьбе, в ограде Свято-Покровской церкви, построенной на его средства.

## Семья
Иван Курис был женат дважды, сначала на Ульяне Ханенко, происходившей по матери от гетмана Даниила Апостола, а потом на Екатерине Дуниной (ум. 1846), дочери генерал-аншефа И. П. Дунина-Барковского. От первого брака дети:
- София (1798—1871), жена генерала Б. Б. Нилуса.
- Ираклий (1802-49), майор; женат на Любови Станиславовне Голынской.
- Александр (уб. 1831 в Польше), корнет лейб-гвардии Гусарского полка.
- Платон (ум. 1855), полицмейстер в Феодосии, владелец имения Луциковка.

Внук Иван Ираклиевич (1841—1898) — шталмейстер, херсонский губернский предводитель дворянства, нумизмат, почетный смотритель разных училищ, действительный член Одесского общества любителей истории и древностей, действительный член, а затем и президент Императорского Общества сельского хозяйства Южной России.